# Ersatzpflicht der Post
Die Haftung und Ersatzpflicht der Postunternehmen richtet sich in Deutschland nach den für das Postwesen einschlägigen postgesetzlichen Bestimmungen und den Regeln des Handelsgesetzbuchs für das allgemeine Transportwesen.
Die Haftung ist grundsätzlich unbegrenzt aber verschuldensabhängig. Eine Ersatzpflicht für abhandengekommene oder beschädigte Sendungen trifft die Post nur bis zur Höhe ihres eigenen oder ihr über Dritte zurechenbaren und nachgewiesenen Verschuldensanteils. In vielen Fällen ist die Haftung durch Spezialregelungen noch weiter stark beschränkt.
Eine solche Regelung für Wertsendungen ins Ausland enthält der Weltpostvertrag sowie das Postpaketübereinkommen des Weltpostvereins. Hier muss bei Verlust nur bis zur Höhe des außen am Wertpaket oder Wertbrief angegebenen Wertes ersetzt werden.
Bei Sendungen ausschließlich innerhalb Deutschlands gilt diese Beschränkung nicht. Nimmt die Post eine Sendung gleich welchen Wertes, auch entgegen ihrer eigenen AGB zum Transport an, so haftet sie bei vorsätzlichem oder leichtfertigem Verlust oder Beschädigung mitunter unbegrenzt.

## Vertraglich garantierte Haftung der Deutschen Post AG
Praktisch ist der gesetzliche Haftungsumfang gegenüber der Deutschen Post AG jedoch nur auf dem Rechtsweg durchsetzbar.
Im allgemeinen Geschäftsverkehr beruft sich die Post trotz entgegenstehender Rechtsprechung des BGH auf eine vertragliche Haftungsbeschränkung. Die Umgehung der gesetzlichen Haftungsgrenzen wird durch einen Beförderungsausschluss von Gütern ab einem bestimmten Warenwert in ihren allgemeinen Geschäftsbedingungen angestrebt.
Sendungen die den für sie vorgesehenen Warenwert nicht überschreiten werden als „versichert“ bezeichnet.
Sendungen mit einem darüber hinausgehenden Warenwert werden als „Verbotsgüter“ bezeichnet und eine Haftung für diese abgelehnt.
Bei normalen Paketen liegt der Wert derzeit (Februar 2008) bei 500 Euro.
Die DHL bietet allerdings den Abschluss einer zusätzlichen Transportversicherung an, wodurch sich dieser Betrag auf bis zu 25.000 Euro erhöht.
In diesem Rahmen haftet die Post bzw. deren Tochterunternehmen DHL ohne den Nachweis, ob sie oder ein von ihr Beauftragter ein Verschulden trifft; es genügt die Tatsache, dass ein Schaden eingetreten ist und innerhalb einer bestimmten Frist angezeigt wird. Regelmäßig wird jedoch im Schadensfall eine Haftung mit dem Hinweis auf „unzureichende bzw. nicht den AGB entsprechende Verpackung“ verweigert. Aufgrund der in der Regel niedrigen Streitwerte und des dementsprechend im Verhältnis hohen Prozessrisikos und -aufwandes verzichten viele Kunden auf die gerichtliche Durchsetzung ihres Schadensersatzanspruchs.
Für gewöhnliche Briefsendungen verweigert die Post die Haftung komplett.
Eine in der Höhe beschränkte Haftung, wobei die Ursache des Schadens unerheblich ist, besteht oder bestand für eingeschriebene Briefsendungen, für gewöhnliche Pakete, Postgut und Poststücke, für unversiegelte und versiegelte Wertpakete, für Wertbriefe, für die Postauftragssendungen, für die Einziehung eines Postauftrags zur Geldeinziehung, für die Einziehung des Nachnahmebetrages, für Postanweisungen und Zahlungsanweisungen sowie Zahlkarten.
Für die Ausführung des Postprotestauftrags, im Postscheckdienst und im Postreisedienst haftet die deutsche Post im Rahmen der gesetzlichen Bestimmungen.
Der Absender hat lediglich nachzuweisen, dass die Sendung eingeliefert worden ist. Für alle Sendungen, für die eine Haftung der Post in Frage kommt, wird ein Einlieferungsschein erteilt. Kann der Kunde diesen Nachweis nicht führen, so können auch andere Beweise erbracht werden. In vielen Fällen geht die Einlieferung aus postinternen Unterlagen hervor.

### Geschichte der Haftpflicht bei der Post
In der preußischen Postordnung von 1712 heißt es in § 10: “Für Geld- und andere Pakete müssen die Postämter wie billig einstehen. Ausgenommen Verlusten auf fremden Posten, Zufall, höhere Gewalt, Begebenheiten, die von den Postbeamten nicht verhütet oder vorhergesehen werden konnten. Bei Verlust auf fremden Posten wird die Hilfe des Generalpostamts, u.U. des Königs selbst, zugesichert.” Für Einschreibbriefe, falls überhaupt zugelassen, gab es in Deutschland noch keine Haftung. Erst durch den Einfluss der französischen Post in Deutschland hatte der schuldige Beamte eine Strafe, in Hannover von 1 Taler, im Herzogtum Berg 16 Taler 40 Stüber, im Königreich Westphalen 50 Franken zu zahlen. In Schleswig-Holstein und Sachsen betrug die Strafe 10 Taler und in Baden 25 Gulden.
Im Postvereinsvertrag wurde der Verlust eines Einschreibbriefes mit 1 Mark feinen Silbers = 14 Taler norddeutsch, 20 Gulden österreichisch oder 24½ Gulden süddeutsch ersetzt. Für Pakete der tatsächliche oder, bei Wertangabe dieser Wert höchstens aber 10 Taler oder 30 Kreuzer für jedes Pfund. Auf Grund von Kriegsfolgen oder Naturereignissen entfiel die Haftung.
Das preußische Postgesetz von 1852 regelt den Ersatz für Geldsendungen, für Pakete mit oder ohne Wertangabe, für Briefe mit Wertangabe bei Verlust und Beschädigung und für Einschreibbriefe und Estafettensendungen bei Verlust. Beim Verlust gewöhnlicher Pakete gab es maximal 10 Silbergroschen (Sgr.) je Pfund, für Einschreibbriefe und Estafettensendungen 14 Taler.
Die Ersatzbeträge wurde im Laufe der Zeit immer wieder angepasst und stiegen in der Inflationszeit auf 1,6 Billionen Mark je Pfund für Pakete bzw. 20 Billionen für einen verloren gegangenen Einschreibbrief, um dann ab 1925 auf 3 RM je Pfund eines gewöhnlichen Paketes und 40 RM für einen Einschreibbrief zu sinken.
Bei der Bundespost betrug am 1. September 1948 der Ersatzhöchstbetrag für Einschreibbriefe 20 DM, er wurde 1949 auf 34 DM erhöht und stieg bis zum 14. März 1961 auf 32,50 DM. Die Höchstbeträge der Ersatzleistungen für Einschreibsendungen nach und aus dem Ausland betrugen am 4. November 1969 30 DM.
In der Deutschen Demokratischen Republik wurden 1959 40 Mark für Einschreibsendungen, der angegebene Wert bei Wertsendungen oder die Versicherungssumme bei versicherten Paketen und versichertem Wirtschafts-Postgut, und 100 Mark (1967 auf 500 Mark) für gewöhnliche Pakete und Wirtschaftspakete ohne Versicherung ersetzt.
Derzeit (2008) haftet die Deutsche Post AG freiwillig mit bis zu 25 € für Verlust oder Beschädigung eines Einschreibbriefs und für gewöhnliche Pakete bei nationalem Versand grundsätzlich bis zur Summe von 500 €.